# Мім (літера)

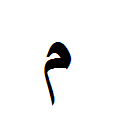
Ізольована форма літери

Мім (араб. ميم‎‎‎; мīм) — двадцять четверта літера арабської абетки, позначає звук [m].
В ізольованій та кінцевій позиціях мім має вигляд م; в початковій та серединній — مـ.
Мім належить до місячних літер.
Літері відповідає число 40.
В перській мові ця літера також має назву «мім» (перс. ميم), звучить як [m].

## В юнікоді
| Юнікод         | U+0645             |
| Ім'я в юнікоді | ARABIC LETTER MEEM |
| HTML           | &#1605;            |
| ISO 8859-6     | 0xe5               |